# Podalyria
Genre
Podalyria est un genre de plantes à fleurs dicotylédones de la famille des Fabaceae, sous-famille des Faboideae, originaire d'Afrique australe, qui comprend une trentaine d'espèces acceptées.

## Liste d'espèces
Selon The Plant List (10 novembre 2018) :
- Podalyria amoena Eckl. & Zeyh.
- Podalyria argentea Salisb.
- Podalyria biflora (Retz.) Lam.
- Podalyria burchellii DC.
- Podalyria buxifolia Willd.
- Podalyria calyptrata (Retz.) Willd.
- Podalyria canescens E.Mey.
- Podalyria cordata R.Br.
- Podalyria cuneifolia Vent.
- Podalyria glauca DC.
- Podalyria hamata E.Mey.
- Podalyria hirsuta (Aiton) Willd.
- Podalyria leipoldtii L.Bolus
- Podalyria microphylla E.Mey.
- Podalyria montana Hutch.
- Podalyria myrtillifolia Willd.
- Podalyria oleaefolia Salisb.
- Podalyria orbicularis E.Mey.
- Podalyria parvifolia (Thunb.) DC.
- Podalyria pearsonii E.Phillips
- Podalyria pulcherrima Schinz
- Podalyria racemulosa DC.
- Podalyria reticulata Harv.
- Podalyria retzii (J.F. Gmel.) Rickett & Stafleu
- Podalyria sericea R.Br.
- Podalyria speciosa Eckl. & Zeyh.
- Podalyria uncinata Hutch.
- Podalyria velutina Benth.